# Fernando Vicente Fibla
Fernando Vicente Fibla (Benicarló, 8 de març de 1977) és un extennista valencià. Entre 1999 i 2002 va viure el seu millor moment esportiu a la categoria individual, adjudicant-se tres torneigs de l'ATP Tour. Els quatre anys següents va passar-se als dobles. Entre d'altres, va fer parella amb David Ferrer a diversos Grand Slams. Des de 2007, però, no va tornar a apropar-se al tennis capdavanter i es va retirar definitivament l'any 2011.

## Palmarès: 5 (3−2)

### Individual: 6 (3−3)
| Llegenda (pre/post 2009)                                 |
| -------------------------------------------------------- |
| Grand Slams (0−0)                                        |
| Tennis Masters Cup / ATP Finals (0−0)                    |
| ATP Masters Series / ATP World Tour Masters 1000 (0−0)   |
| ATP International Series Gold / ATP World Tour 500 (0−1) |
| ATP International Series / ATP World Tour 250 (3−2)      |

| Títols per superfície |
| --------------------- |
| Dura (0−0)            |
| Gespa (0−0)           |
| Terra batuda (3−3)    |

| Resultat  | Núm. | Data                 | Torneig               | Superfície   | Oponent en la final | Marcador                 |
| --------- | ---- | -------------------- | --------------------- | ------------ | ------------------- | ------------------------ |
| Finalista | 1.   | 22 de març de 1999   | Casablanca, Marroc    | Terra batuda | Alberto Martín      | 3−6, 4−6                 |
| Guanyador | 1.   | 14 de juny de 1999   | Merano, Itàlia        | Terra batuda | Hicham Arazi        | 6−2, 3−6, 7−6(1)         |
| Finalista | 2.   | 26 de juliol de 1999 | Kitzbühel, Àustria    | Terra batuda | Albert Costa        | 5−7, 2−6, 7−6(5), 6−7(4) |
| Guanyador | 2.   | 10 d'abril de 2000   | Casablanca            | Terra batuda | Sébastien Grosjean  | 6−4, 4−6, 7−6(3)         |
| Guanyador | 3.   | 28 de gener de 2001  | Bogotà, Colòmbia      | Terra batuda | Juan Ignacio Chela  | 6−4, 7−6(6)              |
| Finalista | 3.   | 20 de maig de 2002   | Sankt Pölten, Àustria | Terra batuda | Nicolás Lapentti    | 5−7, 4−6                 |

### Dobles: 6 (2−4)
| Llegenda (pre/post 2009)                                 |
| -------------------------------------------------------- |
| Grand Slams (0−0)                                        |
| Tennis Masters Cup / ATP Finals (0−0)                    |
| ATP Masters Series / ATP World Tour Masters 1000 (0−0)   |
| ATP International Series Gold / ATP World Tour 500 (0−2) |
| ATP International Series / ATP World Tour 250 (2−2)      |

| Títols per superfície |
| --------------------- |
| Dura (0−0)            |
| Gespa (0−0)           |
| Terra batuda (2−4)    |

| Resultat  | Núm. | Data                 | Torneig                   | Superfície   | Parella        | Oponents en la final           | Marcador       |
| --------- | ---- | -------------------- | ------------------------- | ------------ | -------------- | ------------------------------ | -------------- |
| Finalista | 1.   | 1 de maig de 2000    | Mallorca, Illes Balears   | Terra batuda | Alberto Martín | Michaël Llodra Diego Nargiso   | 6−7(2), 6−7(3) |
| Finalista | 2.   | 23 d'abril de 2001   | Barcelona, Catalunya      | Terra batuda | Tommy Robredo  | Donald Johnson Jared Palmer    | 6−7(2), 4−6    |
| Finalista | 3.   | 15 de juliol de 2002 | Umag, Croàcia             | Terra batuda | Albert Portas  | František Čermák Julian Knowle | 4−6, 4−6       |
| Finalista | 4.   | 24 de febrer de 2003 | Acapulco, Mèxic           | Terra batuda | David Ferrer   | Mark Knowles Daniel Nestor     | 3−6, 3−6       |
| Guanyador | 1.   | 24 de maig de 2004   | Casablanca, Marroc        | Terra batuda | Enzo Artoni    | Yves Allegro Michael Kohlmann  | 3−6, 6−0, 6−4  |
| Guanyador | 2.   | 23 de juliol de 2006 | Amersfoort, Països Baixos | Terra batuda | Alberto Martín | Lucas Arnold Christopher Kas   | 6−4, 6−3       |

## Trajectòria

### Individual
| Open d'Austràlia | A     | 1R    | 3R    | 1R          | 2R          | 3R          | A   | A           | 1R          | A           | 0 / 6     | 5 – 6     |
| Roland Garros | 2R    | 2R    | 4R    | 1R          | 3R          | 3R          | 2R  | 3R          | 1R          | 3R          | 0 / 10    | 14 – 10   |
| Wimbledon | A     | 2R    | 1R    | 1R          | 1R          | 1R          | A   | A           | 1R          | 1R          | 0 / 7     | 1 – 7     |
| US Open | 2R    | 2R    | 1R    | 2R          | 3R          | 1R          | A   | A           | 1R          | A           | 0 / 7     | 5 – 7     |
| Jocs Olímpics | NC    | NC    | 2R    | No celebrat | No celebrat | No celebrat | A   | No celebrat | No celebrat | No celebrat | 0 / 1     | 1 – 1     |
| Victòries − Derrotes | 19−20 | 25−29 | 24−32 | 23−26       | 23−28       | 20−29       | 4−5 | 3−5         | 5−17        | 0−5         | 157 – 213 | 157 – 213 |
| Rànquing a final d'any | 774   | 742   | 338   | 199         | 142         | 131         | 136 | 226         | 61          | 140         |           |           |
| Llegenda: G: Guanyador; F: Finalista; SF: Semifinalista; QF: Quarts de final; Q: Qualificació; A: Absent; RR: Round Robin; |       |       |       |             |             |             |     |             |             |             |           |           |